# Simon Stock
Pour les articles homonymes, voir Saint Simon et Stock (homonymie).
Ne doit pas être confondu avec Franz Stock.
Simon Stock est un carme anglais du XIIIe siècle. Il a été un des premiers Généraux de l'ordre, et il est resté l'un des plus célèbres. Sa grande notoriété vient d'une vision qu'il aurait eue de la Vierge Marie lui remettant le scapulaire. Vénéré comme bienheureux, il est fêté le 16 mai ou localement le 17 juillet.

## Biographie

### Histoire et tradition

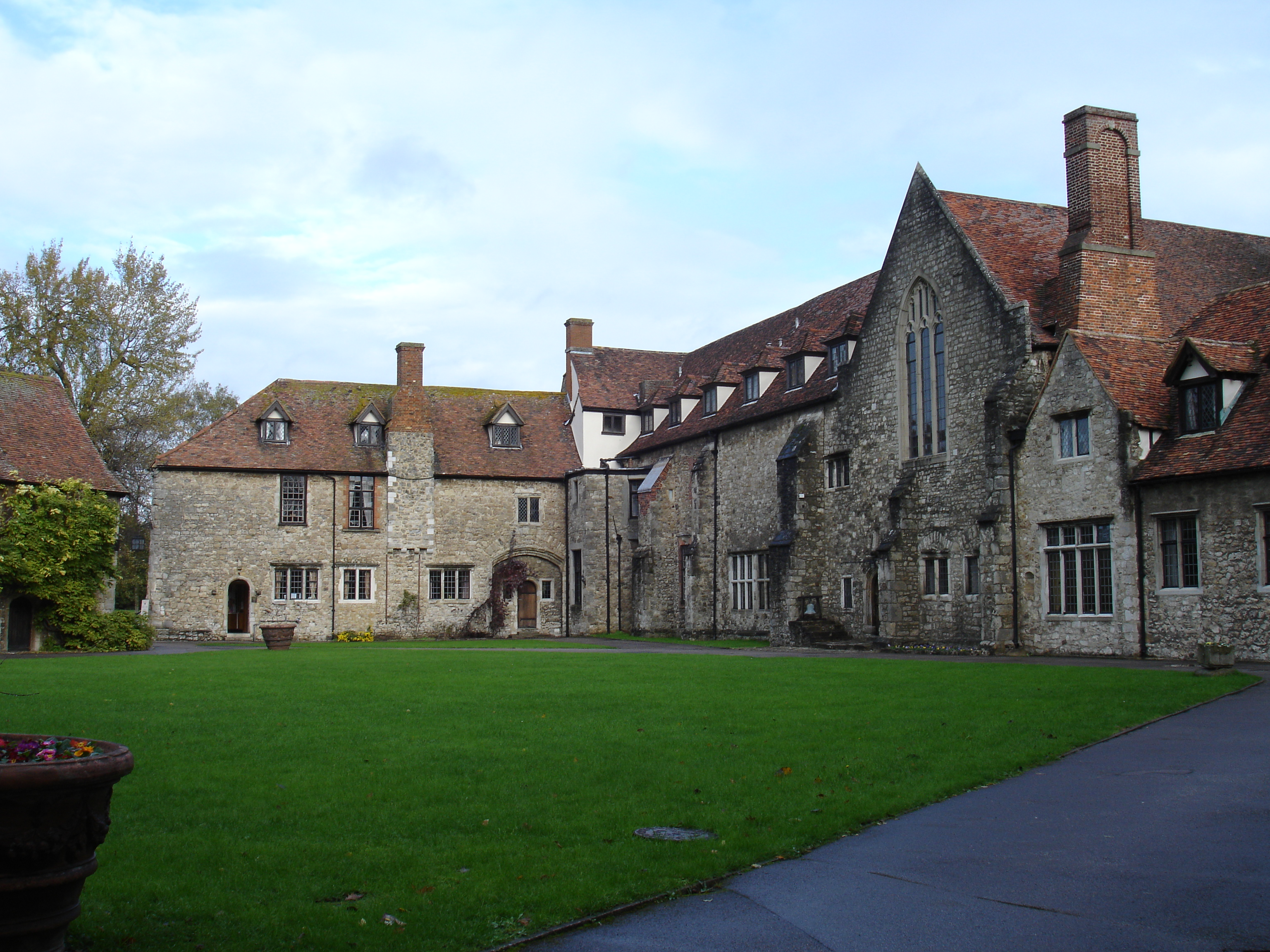
Priorat d'Aylesford (Kent).

Simon Stock est né dans le Kent vers 1164. Peu de choses sont connues sur le début de sa vie. La légende veut que son nom "Stock", qui signifie "tronc d'arbre", découle du fait que, dès l'âge de douze ans, il ait vécu comme un ermite dans le tronc d'un chêne creux. D'après certaines sources, son nom d'origine serait Jean Stock (Simon Stock étant son nouveau nom pris lors de son entrée dans l'ordre). D'après une tradition, il aurait été un prédicateur itinérant jusqu'à son entrée au Carmel.
Sur l'entrée de Simon Stock dans l’ordre du Carmel, il existe différentes traditions, parfois contradictoires :
- d'après une tradition, il n'aurait rejoint l'ordre du Carmel (dont le nom officiel est : ordre de Notre-Dame du Mont-Carmel)[3] qu'après avoir fait son pèlerinage en Terre sainte, et rejoint les ermites installés sur les pentes du Mont Carmel ;
- une autre version[2] indique que Simon Stock n'a rejoint l'ordre qu'après l'arrivée des premiers carmes à Aylesford, dans le Kent.

Après son entrée dans l'ordre, une tradition indique qu'il serait ensuite allé à Rome, et de là il serait parti au mont Carmel où il aurait passé plusieurs années. Mais, quelques années après son arrivée sur les pentes du mont Carmel, et à la suite de la conquête de la Palestine par Saladin (chute de Jérusalem en 1187), les ermites ont dû partir se réfugier en Europe car leur sécurité ne pouvait plus être assurée dans leur ermitage.

### L'ordre du Carmel
Simon Stock rentre alors en Europe avec les autres ermites. Il participe au concile œcuménique de Lyon en 1245.

#### La vision du Scapulaire
La grande renommée de Simon Stock est liée à l'apparition qu'il a eu à Cambridge (Angleterre), le 16 juillet 1251, à une époque où l'Ordre du Carmel traverse une période difficile (perte de membres, questions sur la nouvelle forme et/ou mission à donner à l'ordre qui ne peut plus être un ordre érémitique).
Dans sa vision, la Vierge Marie lui remet un scapulaire pour tous les membres de son ordre. Elle lui dit « Recevez, mon fils bien-aimé, ce scapulaire pour mon Ordre, c'est le signe particulier de ma faveur, que j'ai obtenu pour toi et pour mes fils du Mont-Carmel. Celui qui meurt revêtu de cet habit sera préservé du feu éternel ». Cette promesse raffermit les membres de l'Ordre et entraîne de nombreuses arrivées.
À noter que toutes les sources relatant cette vision sont largement postérieures à la mort de Simon Stock. Les plus anciens écrits remontent au XVe siècle (soit plus d'un siècle après les faits). Ce qui est probablement la cause des différentes versions des récits de cette vision qui tournent toutes autour du don par Marie du scapulaire à Simon Stock avec la promesse de protection et du salut de l'âme pour ceux qui le porteraient (avec dévotion).

#### Le défenseur de l'Ordre
Le seul élément historiquement certain, serait qu'en 1247 à l'âge de 82 ans, Simon Stock est élu Général des Carmes, succédant à d'Alain, lors du premier chapitre de l'Ordre qui s'est tenu à Aylesford (Angleterre). Malgré son grand âge, il montre une énergie remarquable comme Général de l'Ordre, et il fait beaucoup pour le bénéfice de son ordre. Il est considéré comme le plus célèbre des responsables de l'Ordre du Carmel.
Il fonde de nombreuses communautés du Carmel, en particulier dans les villes universitaires telles que Cambridge, ou Oxford en 1248, mais aussi dans le sud et l'ouest de l'Europe (Paris en 1260, Bologne en 1260). Il entraine la révision de la Règle de l'Ordre afin de faire évoluer l'ordre des Carmélites d'un ordre d'ermites en un ordre de frères mendiants. Il fait approuver cette révision par le pape Innocent IV. Il obtient également du pape Innocent IV une lettre de protection de l'ordre (face aux diverses attaques et difficultés).
Il a ainsi été considéré comme un des plus ardents défenseurs de l'ordre lors du retour en Europe des ermites, trouvant pour l'ordre un nouveau style d'organisation (vie en communauté monastique au lieu d'une vie d'ermite), et une promesse de protection toute spéciale de la Vierge Marie pour ses membres. L'ordre qui était menacé de disparaitre a alors connu une nouvelle vague d’expansion.

### Sa mort
Plus que centenaire, il meurt de vieillesse à Bordeaux en 1265, dans une des maisons de l'ordre alors qu'il effectue une visite aux Carmes de cette région. Ses ultimes paroles furent[réf. nécessaire] : « Sainte Marie, Mère de Dieu, priez pour nous, pauvres pécheurs, maintenant et à l'heure de notre mort », paroles qui devinrent liturgiques et que l’Église ajouta par la suite à l'Ave Maria, le « Je vous salue, Marie » actuel.

### Ses reliques

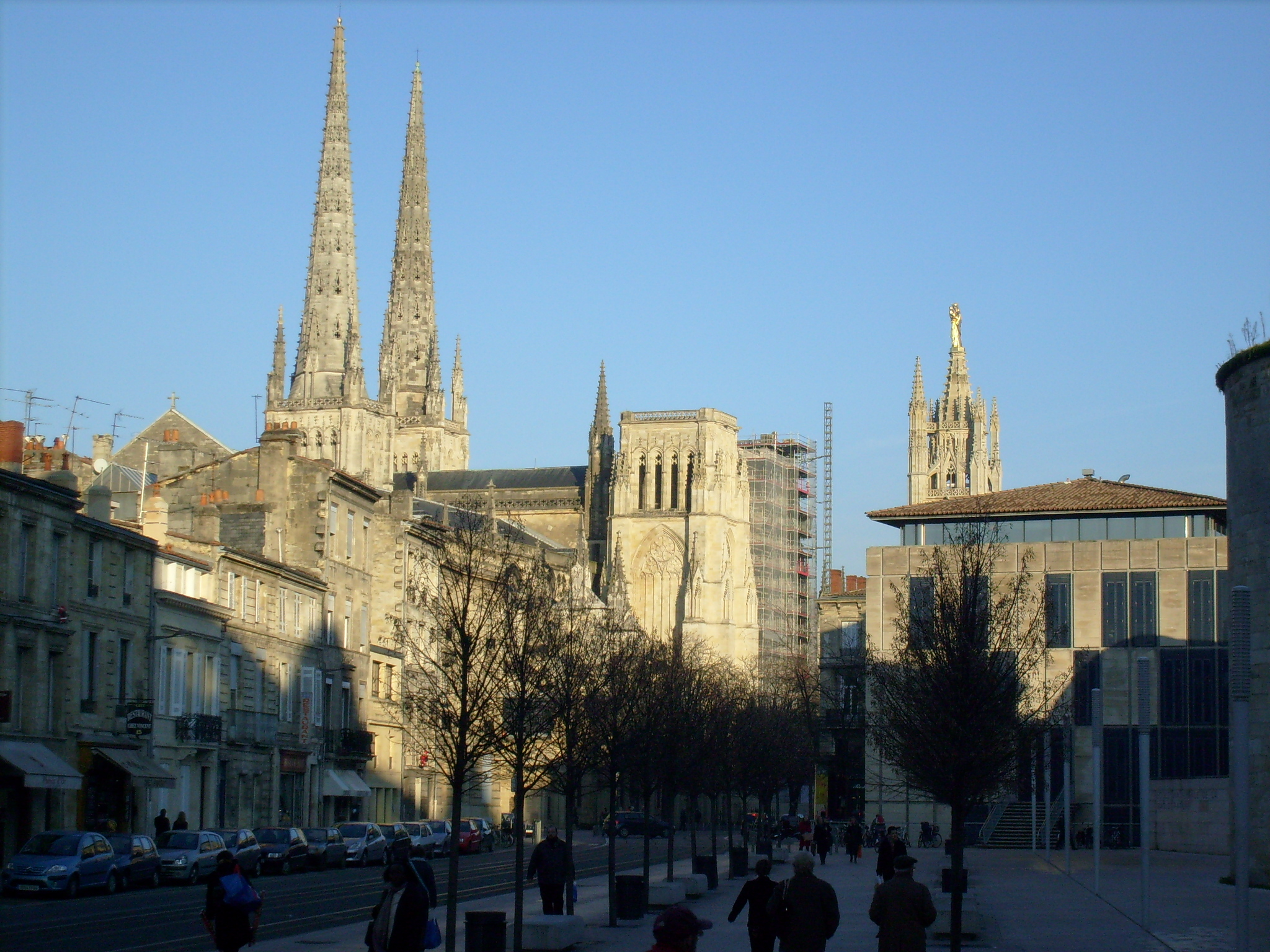
Cathédrale de Bordeaux, lieu de sépulture de Simon Stock.

Son corps est d'abord conservé chez les carmes de Bordeaux. Des miracles sont signalés sur sa tombe durant le premier siècle après sa mort ce qui expliquerait peut être le début de son culte à Bordeaux durant cette période.
Durant la Révolution ses reliques sont cachées par le père Soupre pour éviter leur profanation et destruction par les révolutionnaires.
Plus tard, il fut déposé dans la chapelle de Notre-Dame du Mont-Carmel de la cathédrale, sous l'autel de Notre-Dame de la Nef.
Les reliques du saint sont encore conservées dans la cathédrale de Bordeaux.
Le tibia a été transféré en Angleterre dans les années 1860 à l'église des Carmes à Kensington, une partie du crâne a été transférée à Aylesford (Kent) en 1950.

### Sa béatification
Simon Stock n'a pas été officiellement canonisé par l'Église catholique mais sa vénération a été approuvée par le Vatican.
À partir de 1423 il commence à être considéré comme un Saint et son culte liturgique commence à être célébré à Bordeaux. Ses reliques commencent alors à être diffusées.
Puis à partir de 1458, son culte est également célébré en Irlande et en Angleterre. Il est officiellement vénéré dans l'Ordre du Carmel depuis 1564. S'il est considéré comme "Bienheureux" dans l'Église catholique, il a le titre de "saint" dans l'Ordre du Carmel.
Il est fêté le 16 mai ou localement le 17 juillet.
Saint Simon Stock est le saint patron des Carmes Déchaux d’Angleterre.

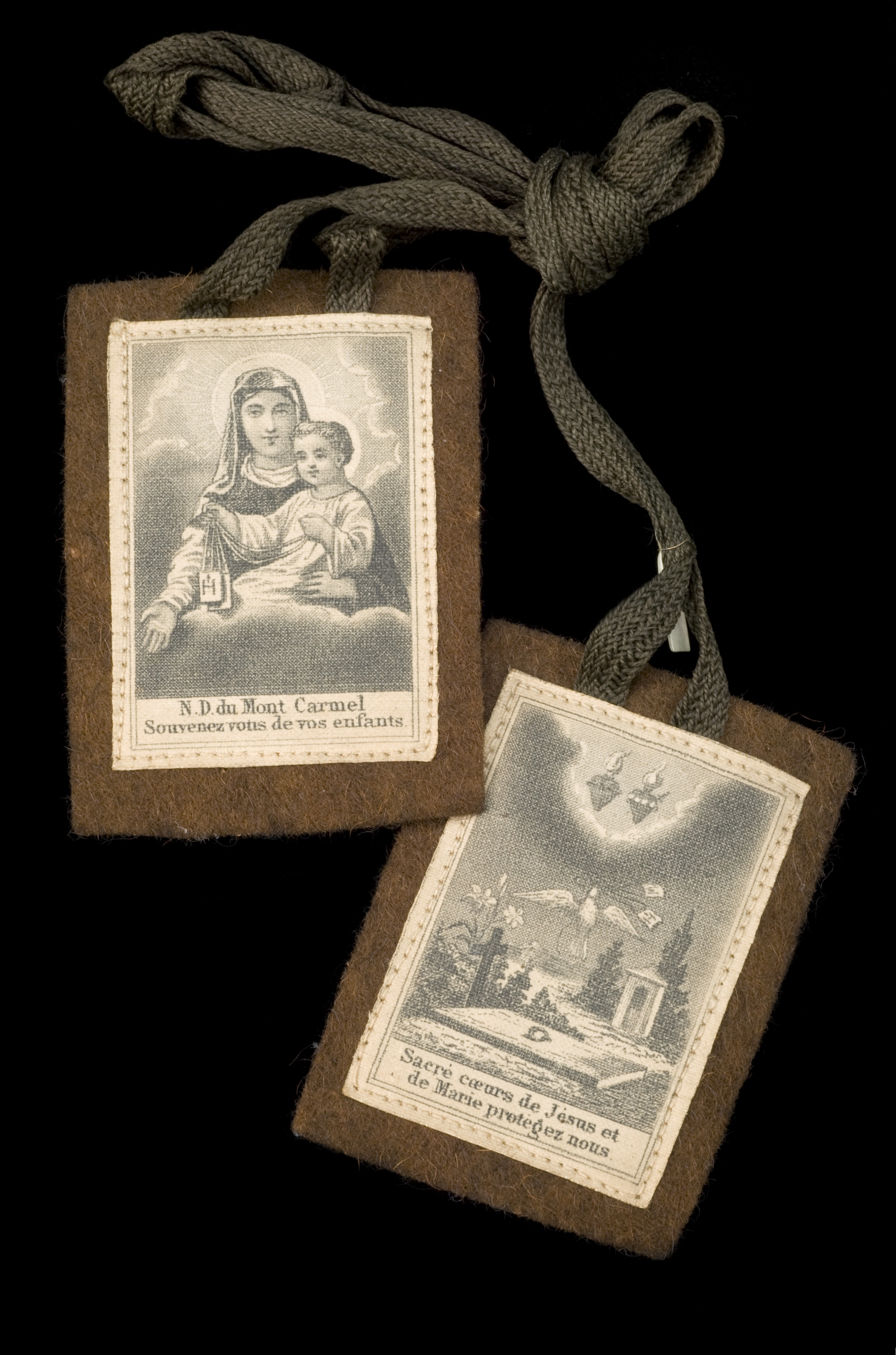
Scapulaire de Notre-Dame du Mont-Carmel.

## Le scapulaire
Au départ, le scapulaire était un grand vêtement de couleur brune, porté par-dessus l’habit du moine. Le scapulaire était réservé aux membres du Carmel. Avec le temps, le port du scapulaire a été ouvert aux chrétiens laïques, et sa taille a été réduite à un petit carré de tissus pour pouvoir être porté (autour du cou) sous ses vêtements en toute discrétion. Aux XVe-XVIe siècles, la dévotion du scapulaire était très répandue dans la population, et il existait de très nombreuses Confréries de pénitents rassemblant les chrétiens portant ce scapulaire.
Il existe aujourd'hui 18 scapulaires différents, mais le plus connu est le scapulaire de Notre-Dame du Mont Carmel.

## Simon Stock dans l'art
On ne compte plus les représentations artistiques de saint Simon Stock dans l'Art Religieux. Il est presque systématiquement représenté dans la scène de remise du scapulaire de la Vierge Marie. La période de représentation artistique de Simon Stock dans le cadre de sa vision du scapulaire débute au XVe siècle, mais elle s'est surtout développée au XVIIe siècle.

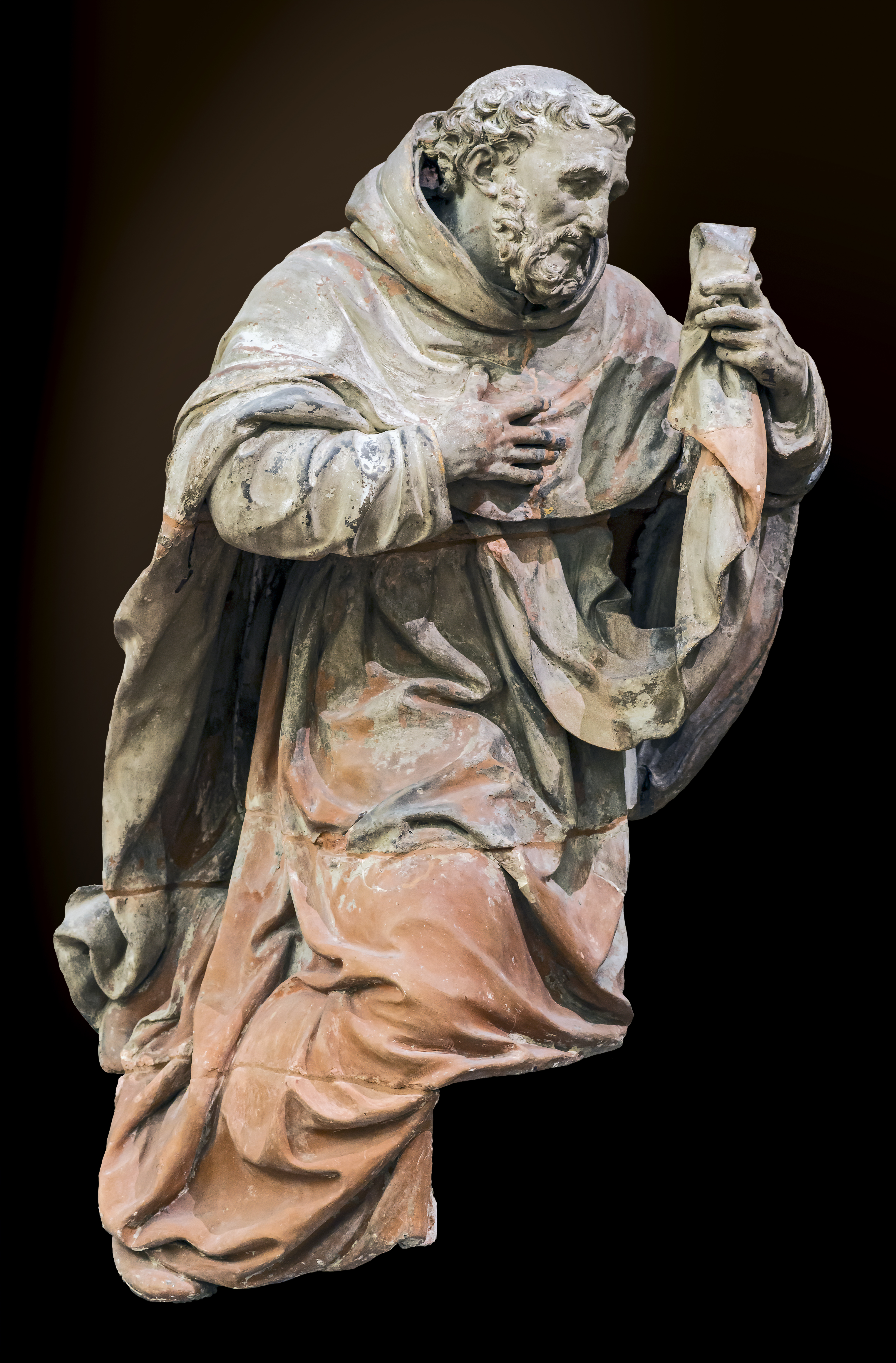
Simon Stock par Marc Arcis Musée des Augustins de Toulouse
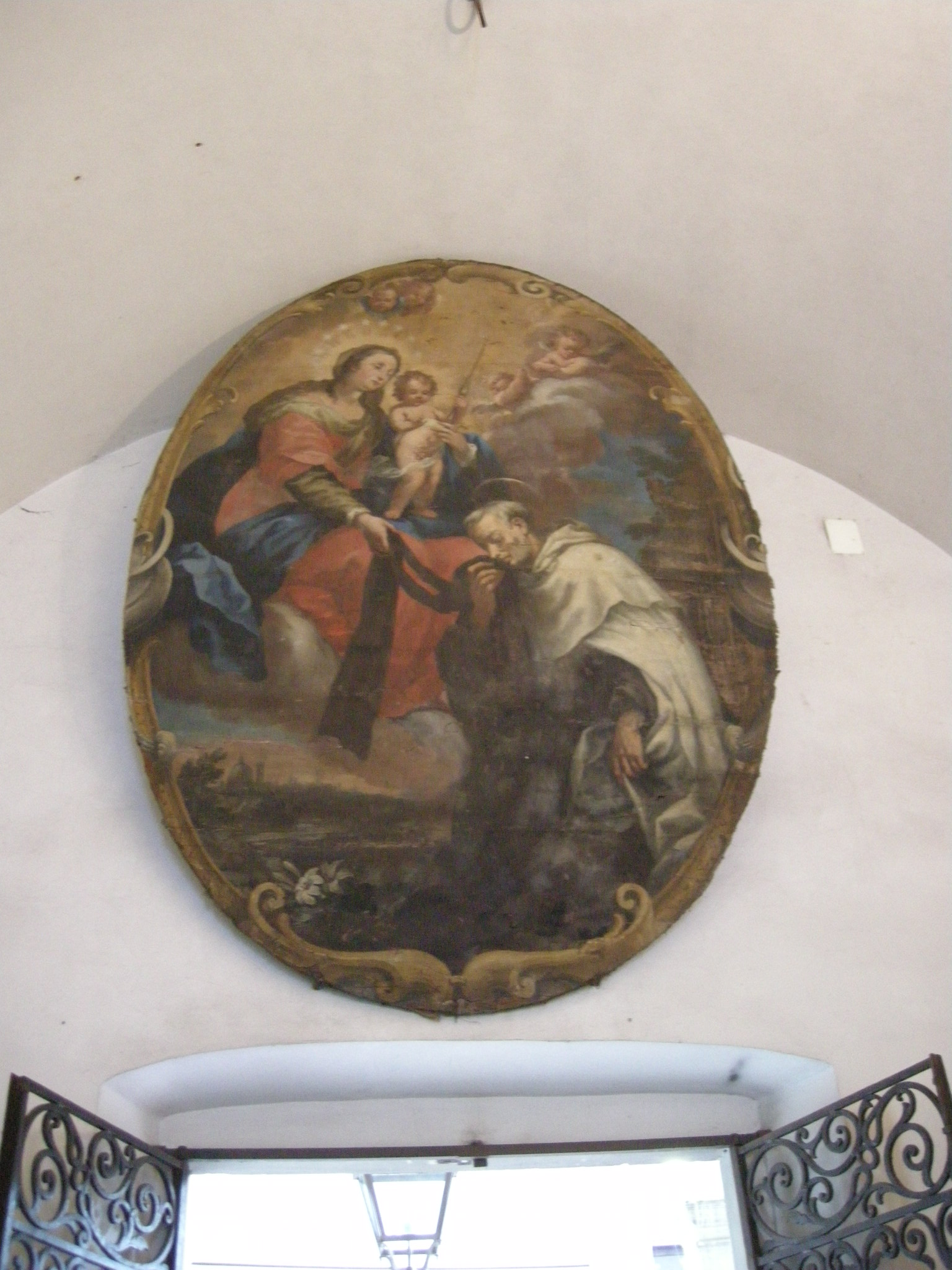
Simon Stock recevant le scapulaire, par Giuseppe Romei (XVIIe siècle) (Florence)
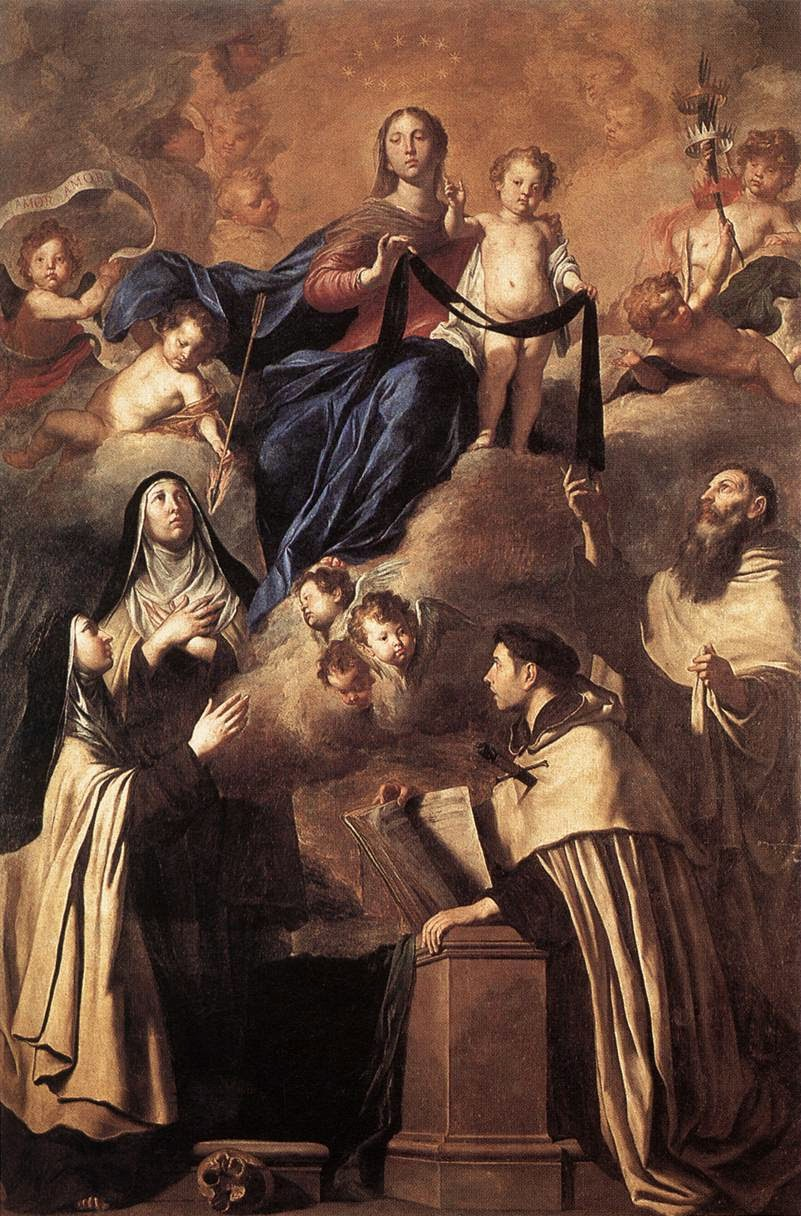
La Vierge du Carmel et  les Saints du Carmel de Pietro Novelli, 1641 (Musée diocésain, Palerme), Simon Stock est à droite.
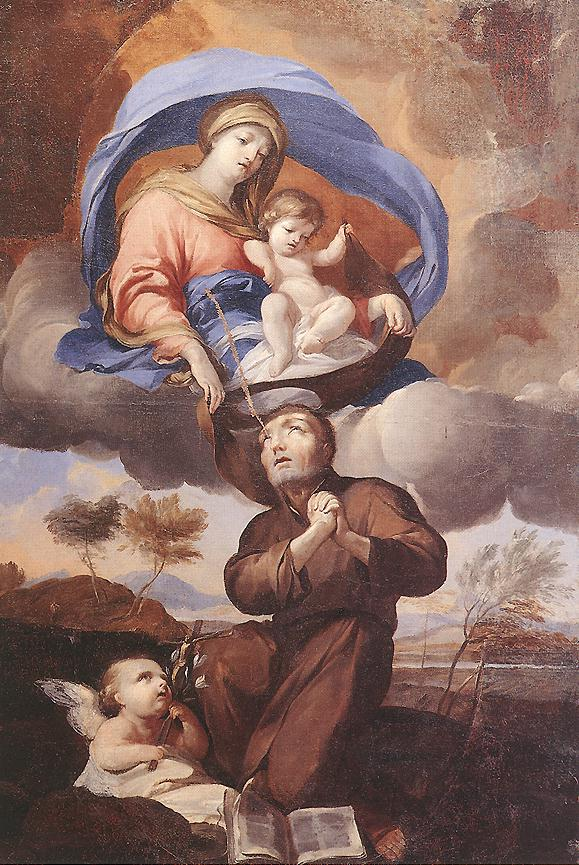
Simon Stock recevant le scapulaire de Notre-Dame (XVIIe siècle) (Marseille)
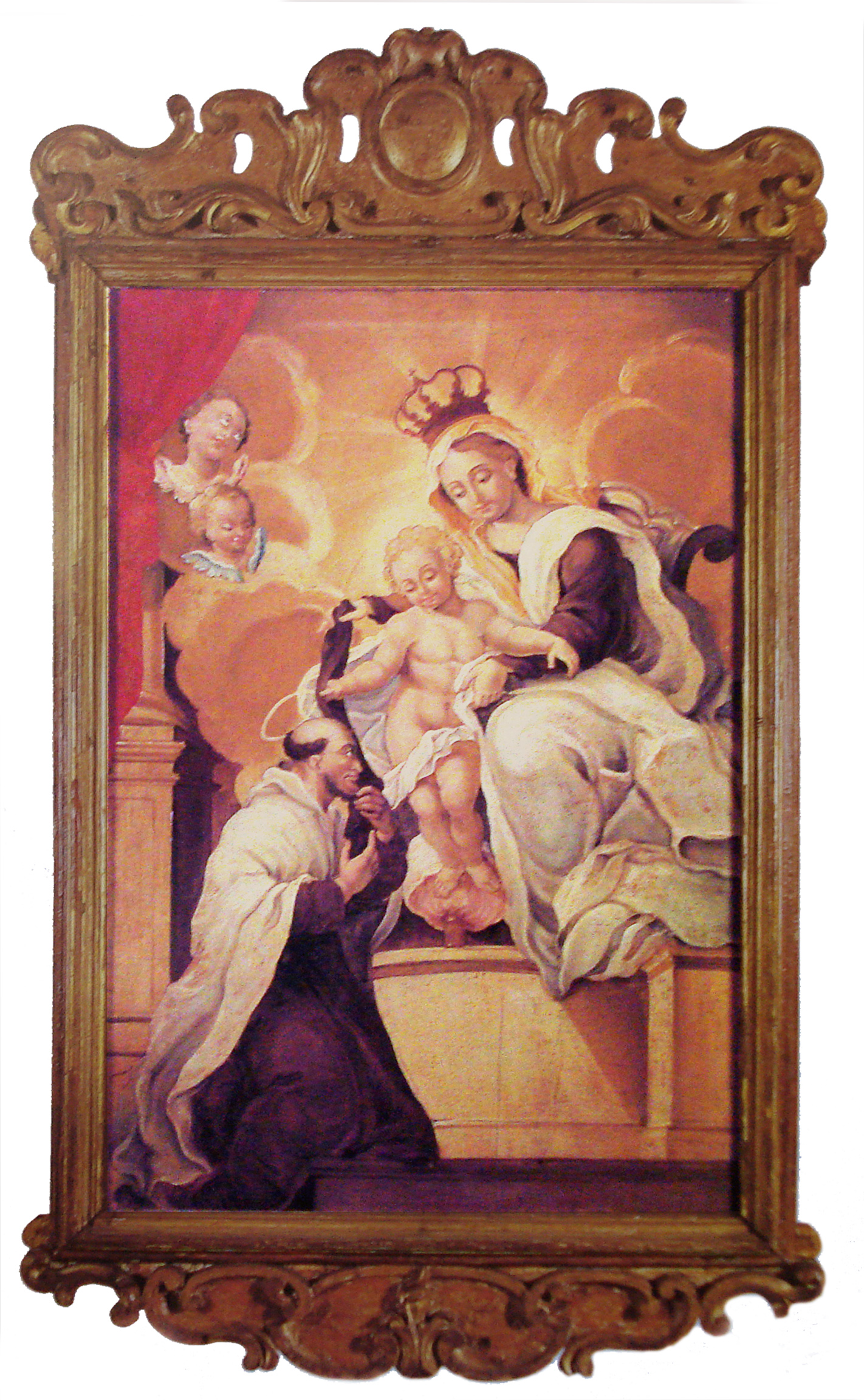
Notre-Dame donnant le scapulaire à Simon Stock, Manuel da Costa Ataíde (XVIIe siècle) (Brésil)
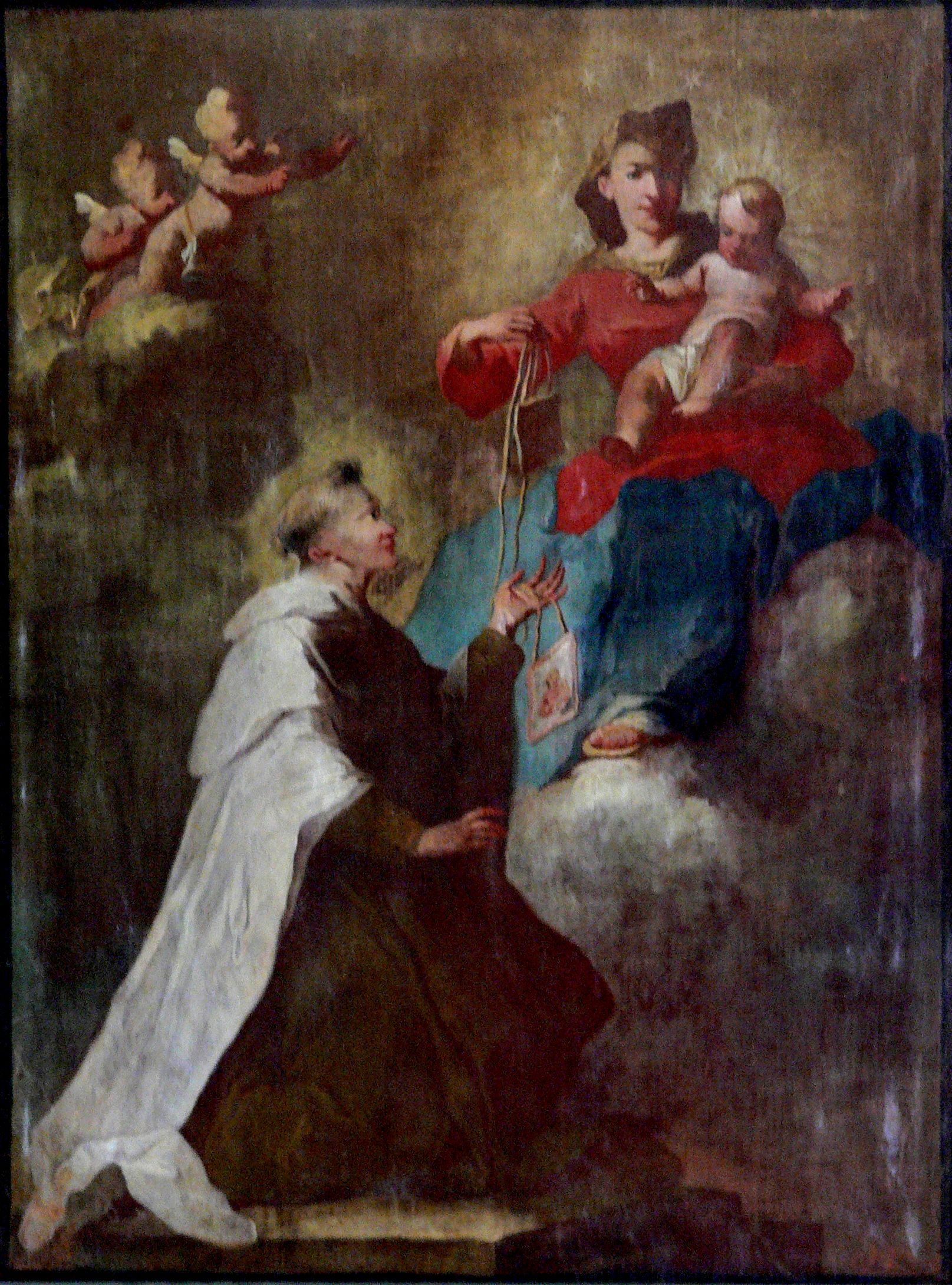
La Vierge Marie remet le scapulaire à saint Simon Stock (XVIIIe siècle). Drapeau de procession, Sanctuaire Notre-Dame de Mont Carmel à Meersburg
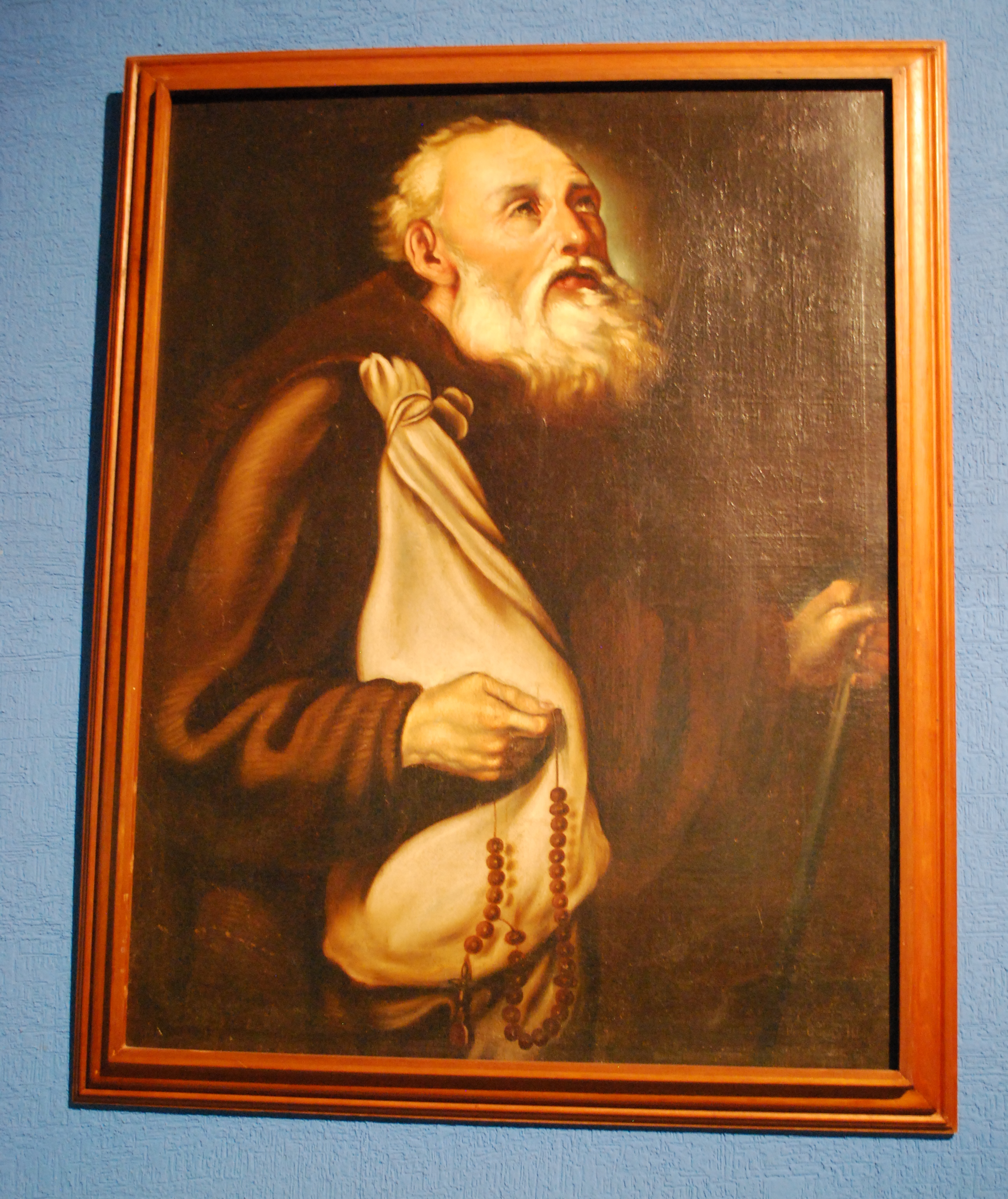
Saint Simon Stock par C. Pola (XVIIIe siècle). Exposée au Musée Régional de Tuxtla Gutierrez (Mexique)
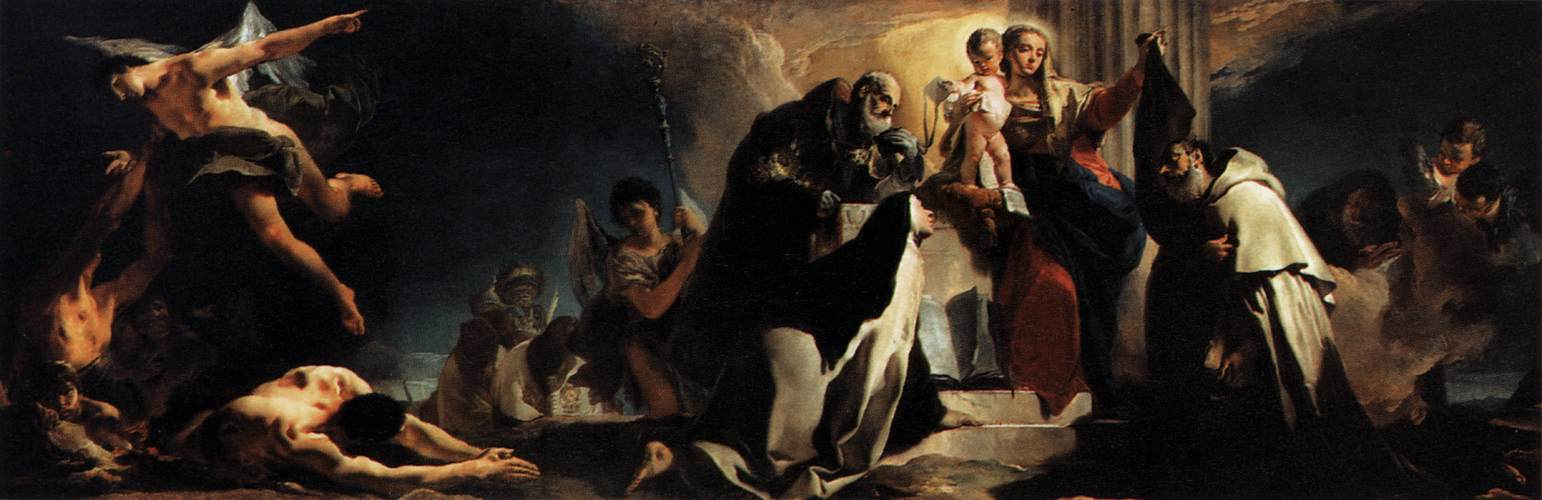
Notre-Dame du Mont-Carmel avec saint Simon Stock, Sainte Thérèse d'Avila, Saint Albert de Verceil, le prophète Élie et les âmes au purgatoire Giambattista Tiepolo, 1745 Pinacothèque de Brera, Milan
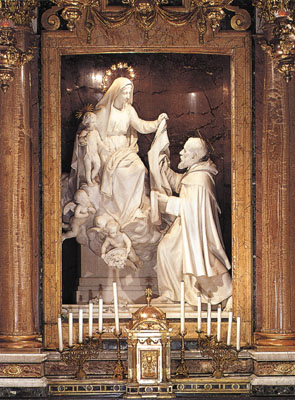
La Vierge Marie donnant le scapulaire à saint Simon Stock - par Alfonso Balzico (1825-1901) - Église de Santa Maria della Vittoria à Rome.
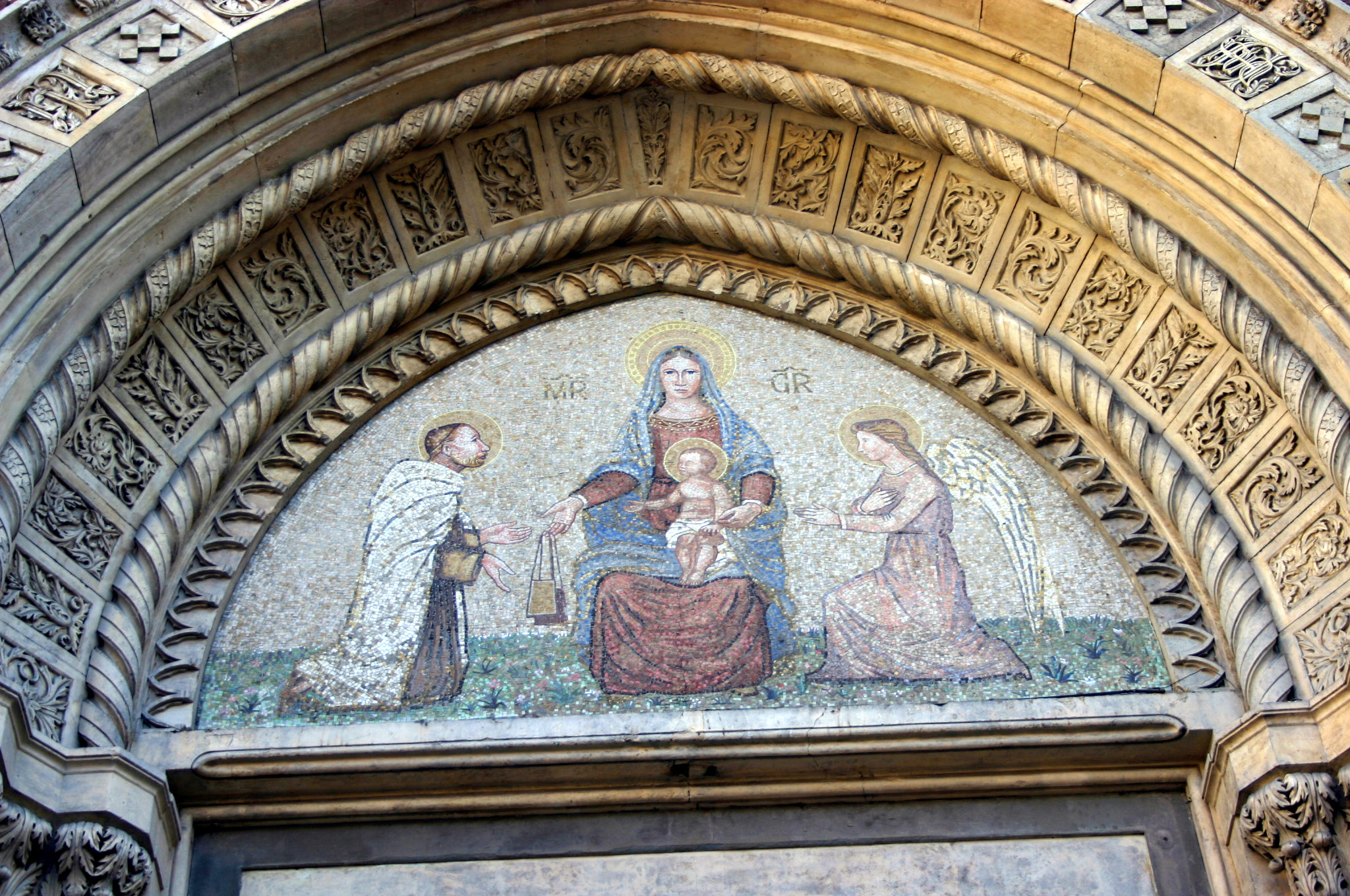
Marie couronné entourée de saint Simon Stock et d'un ange. Mosaïque au sommet de la porte principale de l'église Santa Maria del Carmine (XIXe siècle) (Milan).

## Sources
- Le petit livre des saints - Rosa Giorgi - Larousse - 2006 - page 294 -  (ISBN 2-03-582665-9)
- (en)  Cet article contient des extraits traduits d'un article de la Catholic Encyclopedia dont le contenu se trouve dans le domaine public.

- (en) Cet article est partiellement ou en totalité issu de l’article de Wikipédia en anglais intitulé « Simon Stock » (voir la liste des auteurs).